# Jelena Pandžić
Jelena Pandžić (Split, 17. ožujka 1983.) hrvatska tenisačica. 
Tenisom se bavi od 7 godine, i trenirala je na teniskoj akademiji Nicka Bollettieria.
Najviši doseg na ljestvici WTA joj je 139. mjesto iz lipnja 2008. Visoka je 170 centimetara i igra desnoručni backhand. Osvojilla je u karijeri 10 ITF-ova turnira. U karijeri je ukupno zaradila 74.933 američkih dolara.
Živi u Leverkusenu.                      